# Boxe nos Jogos Olímpicos de Verão de 1980
O boxe nos Jogos Olímpicos de Verão de 1980 foi realizado em Moscou, na ex-União Soviética, com onze eventos disputados entre 20 de julho e 2 de agosto.

## Eventos do boxe
Masculino: Peso mosca-ligeiro | Peso mosca | Peso galo | Peso pena | Peso leve | Peso meio-médio-ligeiro | Peso meio-médio | Peso super-médio | Peso médio | Peso meio-pesado | Peso pesado

## Peso mosca-ligeiro (até 48kg)
| Pos. | País                  | Atletas         |
| ---- | --------------------- | --------------- |
|      | União Soviética (URS) | Shamil Sabirov  |
|      | Cuba (CUB)            | Hipolito Ramos  |
|      | Coreia do Norte (PRK) | Li Byong-Uk     |
|      | Bulgária (BUL)        | Ismail Mustafov |

## Peso mosca (até 51kg)
| Pos. | País                  | Atletas               |
| ---- | --------------------- | --------------------- |
|      | Bulgária (BUL)        | Petar Lesov           |
|      | União Soviética (URS) | Viktor Miroshnichenko |
|      | Irlanda (IRL)         | Hugh Russell          |
|      | Hungria (HUN)         | János Váradi          |

## Peso galo (até 54kg)
| Pos. | País            | Atletas          |
| ---- | --------------- | ---------------- |
|      | Cuba (CUB)      | Juan Hernández   |
|      | Venezuela (VEN) | Bernardo Piñango |
|      | Guiana (GUY)    | Michael Anthony  |
|      | Romênia (ROM)   | Dumitru Cipere   |

## Peso pena (até 57kg)
| Pos. | País                    | Atletas              |
| ---- | ----------------------- | -------------------- |
|      | Alemanha Oriental (GDR) | Rudi Fink            |
|      | Cuba (CUB)              | Adolfo Horta         |
|      | União Soviética (URS)   | Viktor Rybakov       |
|      | Polônia (POL)           | Krzysztof Kosedowski |

## Peso leve (até 60kg)
| Pos. | País                    | Atletas            |
| ---- | ----------------------- | ------------------ |
|      | Cuba (CUB)              | Ángel Herrera      |
|      | União Soviética (URS)   | Viktor Demyanenko  |
|      | Polônia (POL)           | Kazimierz Adach    |
|      | Alemanha Oriental (GDR) | Richard Nowakowski |

## Peso meio-médio-ligeiro (até 63,5kg)
| Pos. | País                  | Atletas         |
| ---- | --------------------- | --------------- |
|      | Itália (ITA)          | Patrizio Oliva  |
|      | União Soviética (URS) | Serik Konakbaev |
|      | Grã-Bretanha (GBR)    | Anthony Willis  |
|      | Cuba (CUB)            | Jose Aguilar    |

## Peso meio-médio (até 67kg)
| Pos. | País                    | Atletas            |
| ---- | ----------------------- | ------------------ |
|      | Cuba (CUB)              | Andres Aldama      |
|      | Uganda (UGA)            | John Mugabi        |
|      | Alemanha Oriental (GDR) | Karl-Heinz Krüger  |
|      | Polônia (POL)           | Kazimierz Szczerba |

## Peso super-médio (até 71kg)
| Pos. | País                    | Atletas           |
| ---- | ----------------------- | ----------------- |
|      | Cuba (CUB)              | Armando Martínez  |
|      | União Soviética (URS)   | Aleksandr Koshkyn |
|      | Checoslováquia (TCH)    | Jan Franek        |
|      | Alemanha Oriental (GDR) | Detlef Kästner    |

## Peso médio (até 75kg)
| Pos. | País                  | Atletas          |
| ---- | --------------------- | ---------------- |
|      | Cuba (CUB)            | José Gómez       |
|      | União Soviética (URS) | Viktor Savchenko |
|      | Romênia (ROM)         | Valentin Silaghi |
|      | Polônia (POL)         | Jerzy Rybicki    |

## Peso meio-pesado (até 81kg)
| Pos. | País                    | Atletas        |
| ---- | ----------------------- | -------------- |
|      | Iugoslávia (YUG)        | Slobodan Kacar |
|      | Polônia (POL)           | Pawel Skrzecz  |
|      | Alemanha Oriental (GDR) | Herbert Bauch  |
|      | Cuba (CUB)              | Ricardo Rojas  |

## Peso pesado (+ 81kg)
| Pos. | País                    | Atletas           |
| ---- | ----------------------- | ----------------- |
|      | Cuba (CUB)              | Teófilo Stevenson |
|      | União Soviética (URS)   | Piotr Zaev        |
|      | Hungria (HUN)           | István Lévai      |
|      | Alemanha Oriental (GDR) | Jürgen Fanghänel  |

## Quadro de medalhas do boxe
| Ordem | País                  | Medalha de ouro | Medalha de prata | Medalha de bronze | Total |
| ----- | --------------------- | --------------- | ---------------- | ----------------- | ----- |
| 1     | CUB Cuba              | 6               | 2                | 2                 | 10    |
| 2     | URS União Soviética   | 1               | 6                | 1                 | 8     |
| 3     | GDR Alemanha Oriental | 1               | 0                | 5                 | 6     |
| 4     | BUL Bulgária          | 1               | 0                | 1                 | 2     |
| 5     | ITA Itália            | 1               | 0                | 0                 | 1     |
| 5     | YUG Iugoslávia        | 1               | 0                | 0                 | 1     |
| 7     | POL Polônia           | 0               | 1                | 4                 | 5     |
| 8     | UGA Uganda            | 0               | 1                | 0                 | 1     |
| 8     | VEN Venezuela         | 0               | 1                | 0                 | 1     |
| 10    | HUN Hungria           | 0               | 0                | 2                 | 2     |
| 10    | ROM Romênia           | 0               | 0                | 2                 | 2     |
| 11    | TCH Checoslováquia    | 0               | 0                | 1                 | 1     |
| 11    | PRK Coreia do Norte   | 0               | 0                | 1                 | 1     |
| 11    | GBR Grã-Bretanha      | 0               | 0                | 1                 | 1     |
| 11    | GUY Guiana            | 0               | 0                | 1                 | 1     |
| 11    | IRL Irlanda           | 0               | 0                | 1                 | 1     |